# 新共产主义
新共产主义（法語：Néocommunisme）是一个多义概念，它可以用来指代几种不同的新兴共产主义流派。“新共产主义”或“新共产主义者”的称呼已被用来描述以下国家、政党和个人：
- 越南[1]
- 法国共产党[2]
- 新反资本主义党
- 捷克和摩拉维亚共产党[3]
- 比利时工人党
- 安东尼奥·奈格里[4]
- 阿兰·巴迪欧[5]
- 斯拉沃热·齐泽克[6]